# Férule pétrinienne

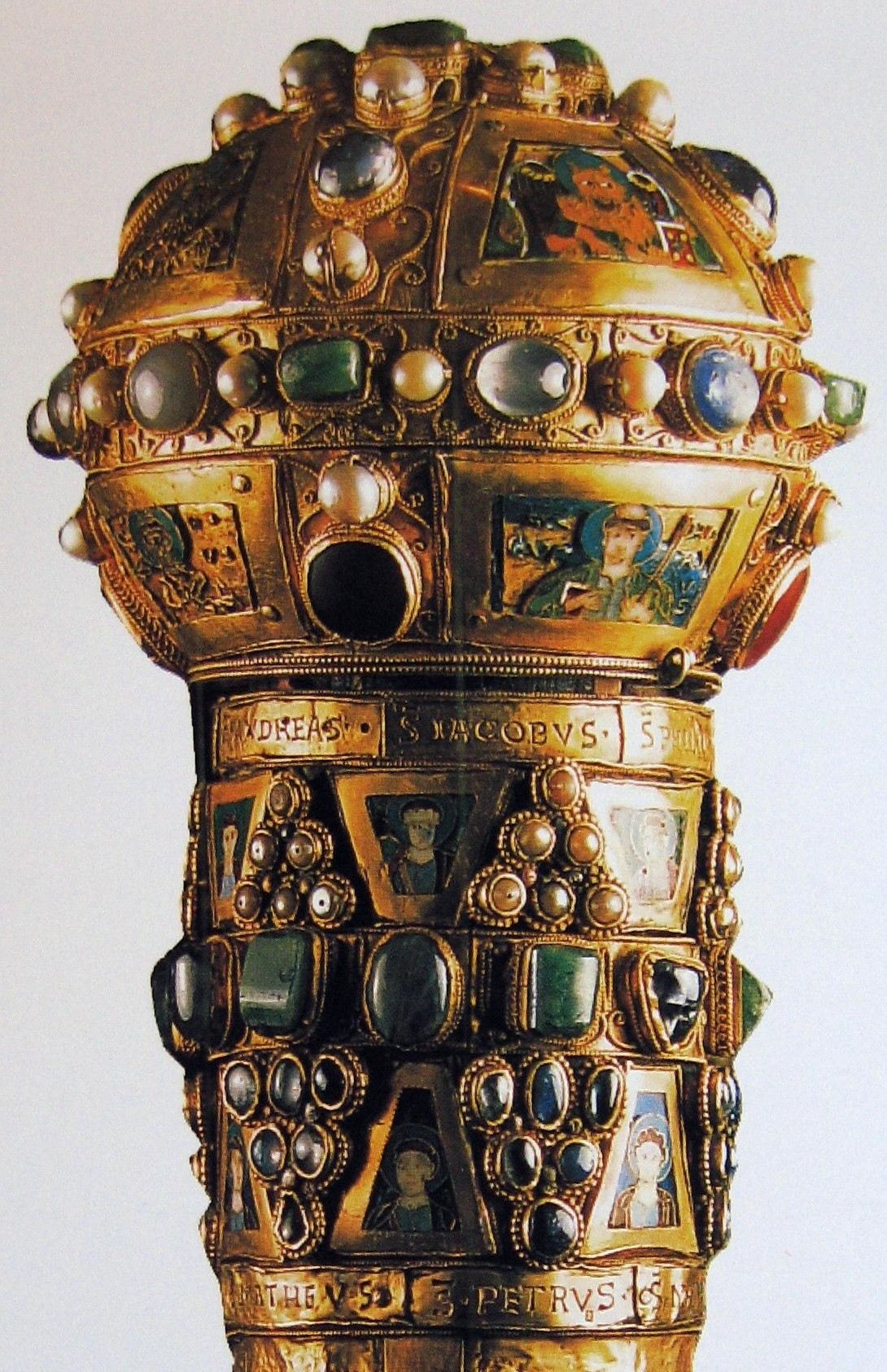
Pommeau d'or, de gemmes, d'émail et de perles de la férule pétrienne

La férule pétrinienne ou férule de saint Pierre (Petrusstab) est un reliquaire conservé au trésor de la cathédrale de Limburg en Allemagne qui contient un morceau de la férule de l'apôtre Pierre.
Cette relique a été partagée au Xe siècle entre la cathédrale de Trèves et la cathédrale de Cologne. Celle de Trèves se trouve aujourd'hui à la cathédrale de Limburg. C'est l'archevêque Egbert de Trèves qui commande vers 980 la confection de cette œuvre d'art précieuse qui fait l'objet d'un pèlerinage. Elle est considérée comme un chef-d'œuvre de l'orfèvrerie ottonienne.

## Historique
La tradition indique que c'est l'apôtre Pierre lui-même qui a envoyé ses disciples Euchaire, Valère et Materne évangéliser les Germains et certains territoires de Gaule.
Saint Materne est à l'agonie et ses disciples retournent à Rome, où saint Pierre leur donne sa férule pour affirmer son autorité dans ses territoires de mission. À leur retour auprès de l'évêque Materne, celui-ci se relève et reprend vie. Euchaire et Valère deviennent les premiers évêques de Trèves et Materne le premier évêque de Cologne.
C'est pourquoi la relique a autant d'importance pour le diocèse de Trèves que pour le diocèse de Cologne. D'après une inscription sur la relique, celle-ci est envoyée à Metz au moment de l'invasion des Huns. Saint Brunon la fait revenir à la cathédrale de Cologne (qui est consacrée à l'apôtre Pierre), vraisemblablement en 953 des mains de l'évêque de Metz, Adalbéron.
L'évêque-électeur de Trèves, Egbert, partage la relique entre le diocèse de Cologne et celui de Trèves vers 980 et fait confectionner pour ce dernier le reliquaire d'or que l'on peut admirer plus de mille ans après. Egbert de Trèves est un mécène majeur de la Renaissance ottonienne; il est le dédicataire du fameux Codex Egberti et du Psautier d'Egbert produits par l'abbaye de Reichenau.
Lorsque l'électorat de Trèves est aboli en 1802 et que les biens de la cathédrale sont confisqués, la férule pétrinienne entre en possession des ducs de Nassau. Guillaume de Nassau en fait don en 1827 à la cathédrale de Limburg, ainsi que d'autres reliques, comme le staurothèque de Limburg, lorsque le nouveau diocèse de Limburg est érigé.

## Description
Le reliquaire se présente sous la forme d'un sceptre de 174,5 cm de longueur et de 8,5 cm de circonférence avec un pommeau sphérique mesurant 10,5 cm de diamètre qui est divisé en son milieu par une bande horizontale de gemmes et de filigrane. Le pommeau est partagé en huit champs séparés par deux bandes verticales. Ils sont décorés d'émaux représentant les symboles des quatre Évangélistes et au-dessous les figures en buste de saint Pierre, saint Euchaire, saint Valère et saint Materne. Sous le pommeau, une inscription reprend les noms des apôtres.
Au-dessous encore, au début du sceptre, une bande à champs trapézoïdaux intercale des émaux représentant les apôtres en buste avec des filigranes triangulaires remplis de pierres précieuses opportunément ordonnées. Ce champ est divisé en son milieu par une bande de grandes pierres précieuses taillées en cabochons.
On retrouve en dessous une bande avec les noms des apôtres restants. Le sceptre est orné d'une bande d'argent doré tout du long avec une inscription en niellage qui relate l'histoire de la férule, se terminant par l'affirmation selon laquelle Egbert y a inséré le morceau de relique en 980.
Sous les deux bandes des apôtres, l'on remarque deux bandes verticales avec dix représentations des papes commençant par saint Clément et se terminant par le pape contemporain Benoît VII et les représentations des évêques de Trèves commençant par Agricius et se terminant par Egbert lui-même.

## Joaillerie
Les triangles de perles et de saphirs sous le pommeau proviennent d'un collier de l'Antiquité tardive. Leur réutilisation pour le reliquaire impose la forme trapézoïdale des émaux des apôtres qui sont créés ainsi à l'origine, de même que les émaux des apôtres du pommeau pour en respecter la courbure.
Quatre copies des émaux du reliquaire ont été produites en 1955, précisément des émaux du pommeau représentant Materne et Euchaire, ainsi que le lion de saint Marc et l'ange de saint Jean, les originaux ayant perdu de leur éclat au fil du temps. Il manque l'émail de l'apôtre Pierre et celui qui représente l'apôtre Philippe est gravement endommagé.
Les émaux ont été travaillés en plein et entourés d'un ample bandeau doré selon la technique du cloisonné. Les bustes des apôtres sont entourés d'un bord ponctué qui est une caractéristique de l'atelier d'Egbert que l'on retrouve dans les émaux du crucifix de Mathilde conservé à Essen. L'on remarque avec évidence qu'aucun des apôtres n'est semblable aux autres, car la direction de leurs regards, leur habillement et leur coiffure varient.
L'émailleur a sans doute été inspiré par les travaux des miniaturistes qui étaient florissants à l'époque et dont Egbert était le commanditaire. Une certaine ressemblance existe avec les thèmes utilisés par le sacramentaire de Trèves, conservé à la Bibliothèque nationale de France sous la cote Codex latinus 10501, datant de l'an 984 et extrait d'un manuscrit enluminé du Maître du Registrum Gregorii.

## Utilisation
La férule pétrinienne était utilisée comme emblème de la seigneurie des évêques-électeurs de Trèves, même si à cause de sa taille elle ne pouvait être prise dans une seule main. Elle était portée de front devant l'évêque comme le montre la chronique enluminée de Baudouin de Luxembourg.
Elle se trouve maintenant au trésor de la cathédrale de Limburg. Jusqu'en 1953, elle était « offerte » à chaque nouvel évêque au moment de son installation, mais aujourd'hui elle ne sort plus du trésor, à cause de sa fragilité.

## Symbole
La principauté épiscopale de Trèves aspirait en cette fin du Xe siècle à  devenir siège primatial et à présider ainsi le synode de Gaule et de Germanie. Il est fait référence à sa fondation du fait que c'est saint Pierre lui-même qui a envoyé Materne, Euchaire et Valère en Gaule du nord et leur a donné par la suite sa férule.
Avant qu'Egbert ne soit consacré évêque de Trèves, une Vita Eucharii est rédigée qui met l'accent sur un tel droit et qui se réfère au Diploma Sylvestri, document rédigé à Trèves en 969 que l'on peut présumer être un rescrit d'un document original de la main du pape Sylvestre Ier. À la suite de ces circonstances, Otton II, en présence de l'archevêque de Trèves Théodoric Ier, désigne Trèves en 973 comme siège métropolitain des Gaules et de la Germanie, et son archevêque comme vicaire du pape, ce qui est confirmé par Benoît VII et son successeur Benoît VIII.
Cette prétention primatiale de Trèves sur la Galliam Germaniamque s'oppose à celle de l'archevêque de Mayence sur la tota Germania et Gallia. Mais ce dernier ne l'est qu'à titre personnel et non comme souverain d'une principauté épiscopale. En fait le droit de gouvernement de Trèves ne s'exerce que jusqu'à la fin du XIe siècle et les privilèges obtenus ne deviennent plus qu'honorifiques.
La férule pastorale de Pierre constituait un symbole des droits et des devoirs de Trèves. Ainsi pendant le différend qui opposa Trèves et Cologne pour souligner la prérogative de la fondation apostolique et de sa succession, Trèves arguait de la preuve de sa fondation et de son ancienneté au regard de tous les autres diocèses de l'Empire. Le reliquaire est du reste structuré comme une abside en deux parties : celle du haut avec ses pierres précieuses au pommeau symbolise la Majestas Domini suivie des Évangélistes et de saint Pierre avec les fondateurs du diocèse, ensuite les apôtres et les papes en face desquels se trouvent les évêques de Trèves.
En référence à l'architecture, le reliquaire fait aussi allusion à la Jérusalem céleste.
Les émaux, qui suivent une hiérarchie de matériaux, et les inscriptions, appuient cette conception théologico-politique.

## Signification artistique
D'un point de vue artistique, l'atelier d'Egbert domine parfaitement la technique de l'émail. Ceux du reliquaire sont les premiers à lui avoir été attribués grâce à leur qualité et à la difficulté de les apposer sur des formes courbes. Il existait certainement un atelier de la sorte avant l'installation d'Egbert au siège de Trèves, ce qui explique la maîtrise de l'exécution.
La férule pétrinienne est le premier des trois chefs-d'œuvre recensés de cet atelier, les deux autres étant l'autel portatif de Saint-André et la plaque de couverture du Codex Aureus d'Echternach. 

## Source
- (de) Cet article est partiellement ou en totalité issu de l’article de Wikipédia en allemand intitulé « Petrusstab » (voir la liste des auteurs).